# 佐里亞 (諾夫哥羅德-謝韋爾斯基區)
52°16′25″N 33°6′13″E / 52.27361°N 33.10361°E
佐里亞（烏克蘭語：Зоря），是烏克蘭的村落，位於該國北部切爾尼戈夫州，由諾夫哥羅德-謝韋爾斯基區負責管轄，始建於1624年，面積0.28平方公里，2001年人口6，人口密度每平方公里21.43人。
该村于2013年被废弃。